# Aleksander Orłowski (malarz)

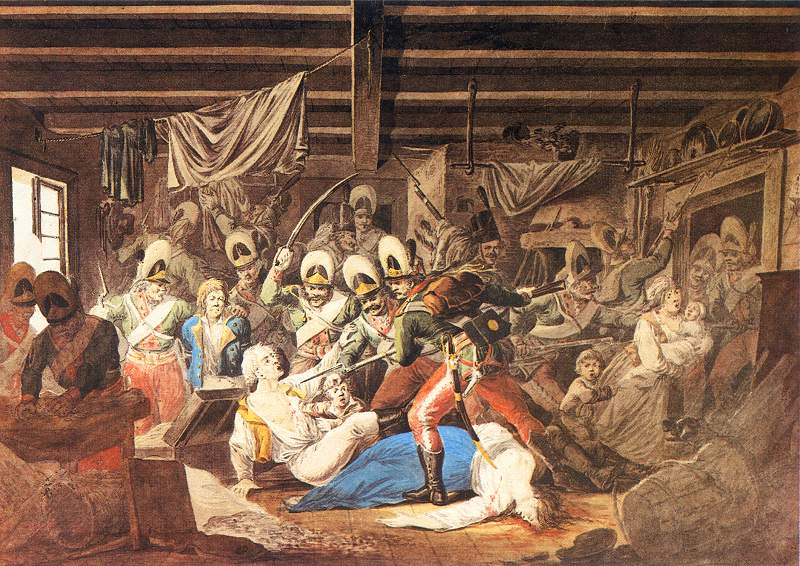
Akwarela Aleksandra Orłowskiego Rzeź Pragi

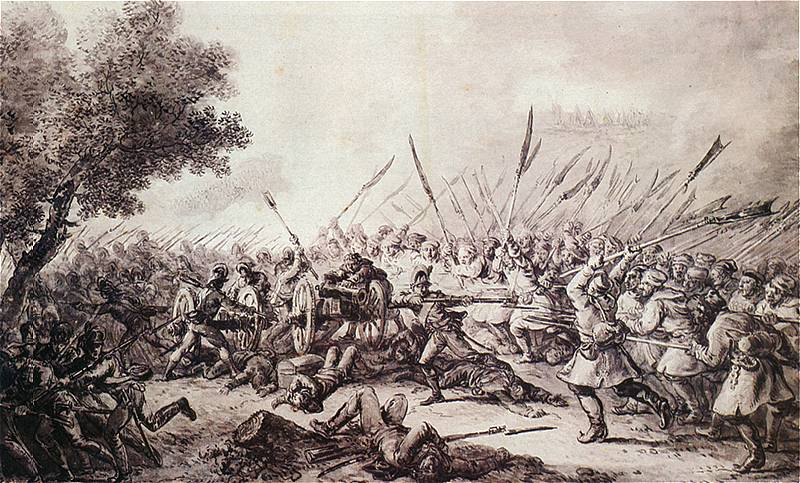
Rysunek Aleksandra Orłowskiego Bitwa pod Racławicami

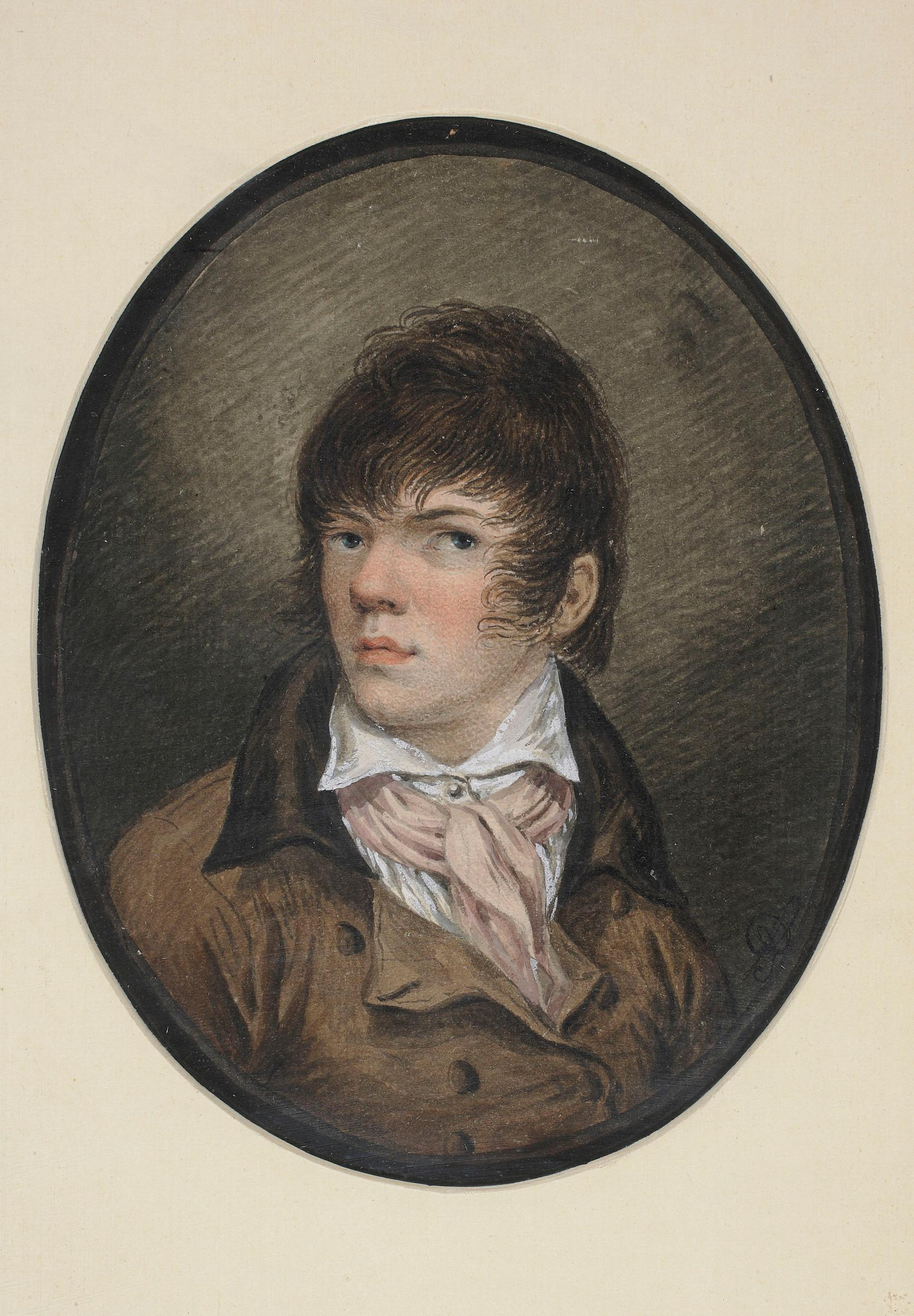
Aleksander Orłowski, Autoportret w młodym wieku

Aleksander Orłowski (ur. 9 marca 1777 w Warszawie, zm. 13 marca 1832 w Petersburgu) – polski rysownik, malarz, grafik.

## Życiorys
Urodził się w ubogiej szlacheckiej rodzinie, z braku środków do życia w stolicy rodzina Orłowskich przeniosła się wkrótce do Siedlec, gdzie ojciec zaczął prowadzić zajazd lub karczmę. Izabelę Czartoryską ujął malowidłami, które w wolnym czasie tworzył na ścianach karczmy. Uczył się przez dziesięć lat od Norblina na dworze Czartoryskich. W 1793 wstąpił do wojska. Uczestniczył w insurekcji kościuszkowskiej. Ranny, wrócił do Warszawy na dalszą naukę. Około 1799 poznał księcia Józefa Poniatowskiego i zaczął bywać w Pałacu Pod Blachą.
W 1802 wyjechał na Litwę, chwilę później udał się do Petersburga. Został malarzem nadwornym księcia Konstantego. Książę zapewnił mu mieszkanie w Pałacu Marmurowym oraz stałą pensję. Orłowski był zobligowany do stworzenia jednego obrazu miesięcznie na zlecenie dworcu carskiego.
W Petersburgu był częstym gościem w domu Marii Szymanowskiej. Utrzymywał kontakty z Adamem Mickiewiczem, Walentym Wańkowiczem.
Oprócz romantyzmu fascynował się orientalizmem. Zachwyt przedstawiał w strojach czerkieskich, gruzińskich i perskich. Kolekcjonował je, a także nosił.
W 1809 roku uzyskał stanowisko akademika na Akademii Sztuk Pięknych w Petersburgu.
Od 1816 jako pierwszy malarz na terenie Rosji posługiwał się litografią.
Po wstąpieniu na tron Mikołaja I, Orłowski musiał zrezygnować ze wszystkich stanowisk oraz apartamentu w Pałacu Marmurowym. Przeprowadził się z żoną i dziećmi na obrzeża Petersburga. Stan zdrowia artysty pogarszał się, a car nie wyraził zgody na wyjazd za granicę w celu leczenia. Został pochowany na tzw. katolickiej drużce w luterańskiej części cmentarza Wołkowskiego dla innowierców.

## Twórczość
Malował obrazy olejne, najwięcej jednak akwarel i gwaszów, rysował również wiele piórem, kredą, ołówkiem, sepią. Pod okiem Norblina tworzył autoportrety, wizerunki typów sarmackich, rysunki życia ludu polskiego oraz innych warstw społecznych. Był także miniaturzystą i grafikiem. W 1815 roku na polecenie księcia Konstantego zaprojektował mundury dla wojska Królestwa Polskiego. W 1819 nadzorował pracę Akademii Sztuk Pięknych przy projektowaniu mundurów dla armii carskiej. W ciągu pobytu w Petersburgu stworzył setki dzieł, których tematem przewodnim obok scen wojennych były krajobrazy, obyczaje ludowe, architektura, inspirowała go również natura ludzka. Tworzył portrety, które były próbą analizy psychologicznej człowieka. Zrywał z normami akademickiego malarstwa, słuchał natchnienia. Był zwolennikiem swobody twórczej, dzięki czemu jego obrazy zyskały piętno uniwersalizmu tematycznego i artystycznego. Do perfekcji opanował rysunek ołówkiem i węglem. Wraz z Orestem Kiprieńskim wprowadził do sztuki rosyjskiej elementy romantyzmu. Dominuje on w jego pejzażach, ukazujących walkę człowieka z żywiołem morskim. Wyprzedził chronologicznie motywy marynistyczne w sztuce największego rosyjskiego marynisty Iwana Ajwazowskiego. Zachwycił się orientalizmem. Na jego obrazach często pojawiali się bandyci górscy, kozaccy jeźdźcy, Persowie, Kałmucy, Czerkiesi, Kirgizi, Baszkirzy i inne ludy stepowe. Inspirował się ich urodą oraz egzotycznymi strojami. Częstymi elementami na jego obrazach były także konie, jeźdźcy, burzliwe niebo, pochylone od wiatru drzewa, błyskawice, skały i kamienie. Posługiwał się techniką nocnego oświetlenia nawiązujące do Rembrandta.
Po roku 1816 Orłowski zajmował się także grafiką, wiele prac powielał w autorskich litografiach, dla których w 1827 r. uzyskał obronę praw autorskich. Ryciny wydawał w postaci pojedynczych kart lub albumów. Lata 20. XIX wieku to okres realizmu, w którym posługiwał się techniką intérieur (szkic w przestronnej perspektywie i oświetleniu słonecznym). Odtwarzał sceny z życia wiejskiego, wsi pańszczyźnianej, życia ludu rosyjskiego. Nawiązywał także do motywów urbanistycznych, odwzorowywał scenki uliczne Petersburga, sprzedawców, rzemieślników, robotników. Dla odprężenia malował karykatury wyśmiewając kult munduromanii. Uwieczniał w nich arystokratów, wojskowych, malarzy, architektów, a także znajomych. Satyrę kierował w czasy panowania Katarzyny II i Pawła I, aby uniknąć konfliktów z ówczesną władzą.
Obrazy Orłowskiego znajdują się przeważnie w Anglii (dokąd też powędrowały liczne szkice i rysunki), Rosji oraz Polsce. Głównie w Ermitażu w Petersburgu oraz Galeria Trietiakowska w Moskwie.

## W literaturze
W księdze III Pana Tadeusza Adam Mickiewicz wspomina o Orłowskim:
...Nasz malarz Orłowski
Przerwała Telimena, miał gust Soplicowski,
(Trzeba wiedzieć, że to jest Sopliców choroba,
Że im oprócz Ojczyzny nic się nie podoba.)
Orłowski, który życie strawił w Petersburku,
Sławny malarz (mam kilka jego szkiców w biurku),
Mieszkał tuż przy Cesarzu, na dworze, jak w raju:
A nie uwierzy Hrabia, jak tęsknił po Kraju!
Lubił ciągle wspominać swej młodości czasy,
Wysławiał wszystko w Polsce: ziemię, niebo, lasy.

Aleksander Puszkin w poemacie Rusłan i Ludmiła:
Orłowski, bierz ołówek swój
I prędko maluj noc i bój!

Piotr Wiaziemski w 1838 roku napisał wiersz Pamięci malarza Orłowskiego:
Twarz twej Rusi, dawnej, sławnej
Któż przekazać był gotowy?
Oddał ją, jak żywą, zdawna,
Twój ołówek narodowy.

## Obrazy Orłowskiego (wybór)
- Autoportret w kapeluszu, Muzeum Narodowe w Poznaniu
- Autoportret w stroju wschodnim, Państwowe Muzeum Rosyjskie
- Atak husarii
- Bitwa wojska kościuszkowskiego z rosyjskimi o przeprawę na rzece
- Bitwa pod Raszynem
- Dwaj kozacy na koniach
- Jeździec wschodni I
- Karykatura architekta Giacoma Quarenghiego
- Kirgizi, Muzeum Śląskie w Katowicach
- Kozacy pułku atamańskiego
- Kozak
- Kozak na koniu
- Krajobraz pod wodą w świetle księżyca
- Krajobraz wiejski z trojką, Ermitaż
- Nad brzegiem morza
- Pejzaż morski
- Portret wielkiego ks. Konstantego, Galeria Tretiakowska
- Przemarsz wojska kościuszkowskiego
- Rajtar na białym koniu
- Rozbicie okrętu
- Rzeź Pragi
- Scena batalistyczna
- Siedzący żołnierz
- Ułan na koniu
- Walka wojsk pancernych z Tatarami
- Wzięcie Pragi